# Polyptyk

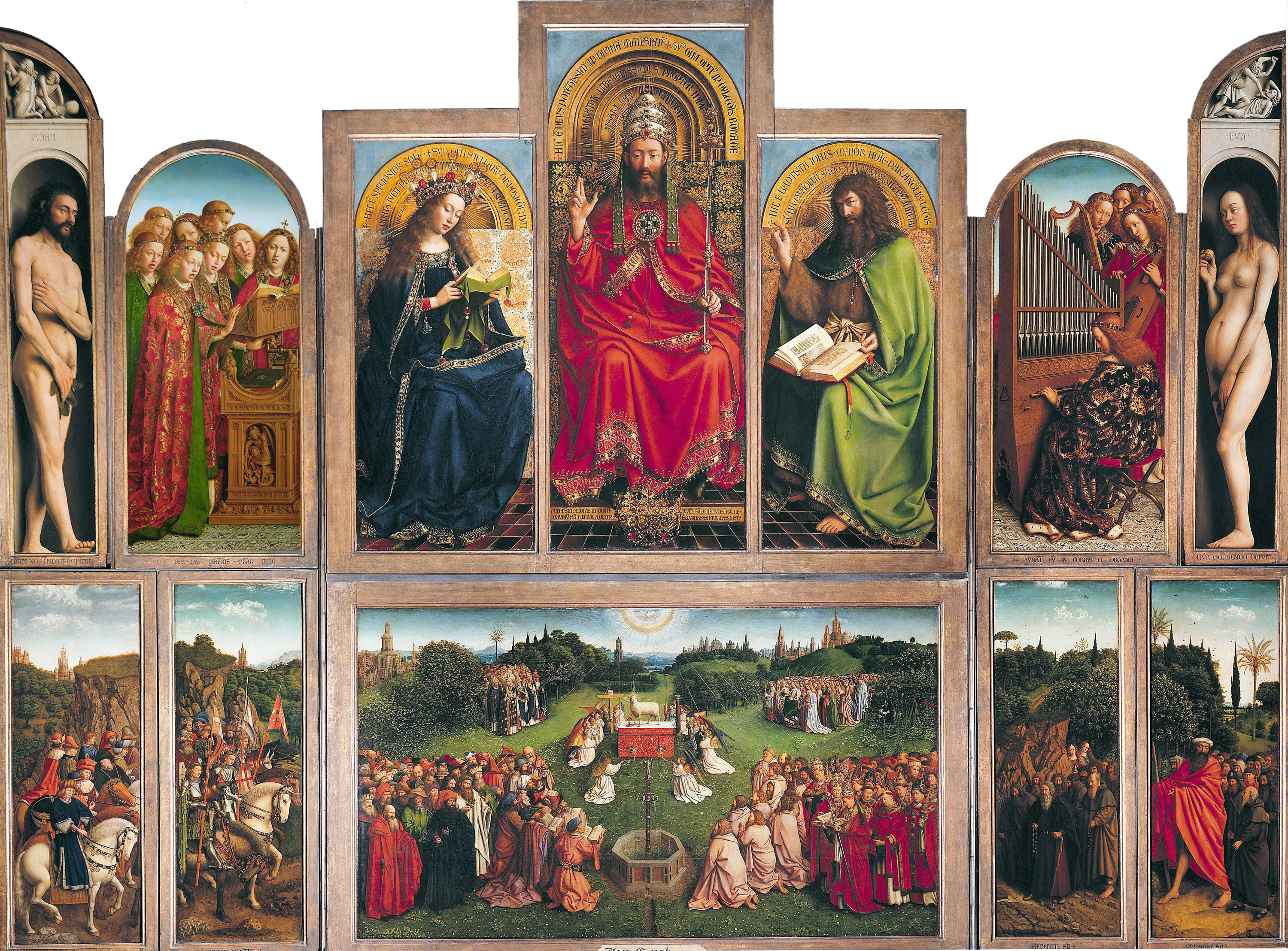
Polyptyk av Jan van Eyck i Gent

Polyptyk är ett bildkonstverk, en målning eller relief, på fler än tre pannåer. Vanliga exempel på polyptyk är altarskåp.